# Olios trifurcatus
Olios trifurcatus är en spindelart som först beskrevs av Pocock 1899.  Olios trifurcatus ingår i släktet Olios och familjen jättekrabbspindlar.
Artens utbredningsområde är Kamerun. Inga underarter finns listade i Catalogue of Life.